# Агиль Бальгаит
Агиль Бальгаит ас-Сахби (араб. عقيل بلغيث‎, род. 15 марта 1987, Джидда, Мекка) — саудовский футболист, защитник клуба «Аль-Раед». Выступал за сборную Саудовской Аравии. 

## Клубная карьера
В 2007 году Агиль Бальгаит стал игроком клуба саудовского Первого дивизиона «Аль-Фейсали», вместе с которым в 2010 году он добился выхода в Про-лигу. 15 августа 2010 года Агиль Бальгаит дебютировал в главной лиге страны, выйдя в основном составе в гостевом поединке против «Аль-Вахды». Спустя месяц он забил свой первый гол на высшем уровне, на четвёртой добавленной к основному времени матча сравняв счёт в домашней игре с «Аль-Насром». Спустя месяц его гол в самой концовке принёс домашнюю победу его команде над «Аль-Таавуном».
В начале 2012 года Агиль Бальгаит перешёл в «Аль-Ахли» из Джидды, с которым он выиграл впоследствии ряд национальных трофеев.

## Карьера в сборной
22 июня 2012 года Агиль Бальгаит дебютировал в составе сборной Саудовской Аравии в матче Кубка арабских наций 2012 против команды Кувейта, выйдя в стартовом составе. Он также провёл ещё два матча на этом турнире.

## Достижения
«Аль-Фейсали»
- Победитель Первого дивизиона Саудовской Аравии (1): 2009/10

«Аль-Ахли»
- Чемпион Саудовской Аравии (1): 2015/16
- Обладатель Кубка наследного принца Саудовской Аравии (1): 2014/15
- Обладатель Саудовского кубка чемпионов (2): 2012, 2016
- Обладатель Суперкубка Саудовской Аравии (1): 2016